# Ньюарк (Нью-Йорк)
Ньюарк (англ. Newark) — селище (англ. village) в США, в окрузі Вейн штату Нью-Йорк. Населення — 9017 осіб (2020).

## Географія
Ньюарк розташований за координатами 43°2′31″ пн. ш. 77°5′38″ зх. д. / 43.04194° пн. ш. 77.09389° зх. д. (43.042009, -77.094024).  За даними Бюро перепису населення США в 2010 році селище мало площу 14,01 км², з яких 14,00 км² — суходіл та 0,01 км² — водойми.

## Демографія
Згідно з переписом 2010 року, у селищі мешкало 9145 осіб у 3842 домогосподарствах у складі 2256 родин. Густота населення становила 653 особи/км².  Було 4098 помешкань (292/км²).
Расовий склад населення:
| - 86,3 % — білих - 6,1 % — чорних або афроамериканців - 0,7 % — азіатів - 0,4 % — корінних американців - 2,9 % — осіб інших рас |

До двох чи більше рас належало 3,6 %. Частка іспаномовних становила 8,7 % від усіх жителів.
За віковим діапазоном населення розподілялося таким чином: 24,0 % — особи молодші 18 років, 60,9 % — особи у віці 18—64 років, 15,1 % — особи у віці 65 років та старші. Медіана віку мешканця становила 39,3 року. На 100 осіб жіночої статі у селищі припадало 90,5 чоловіків;  на 100 жінок у віці від 18 років та старших — 88,1 чоловіків також старших 18 років.
Середній дохід на одне домашнє господарство  становив 42 676 доларів США (медіана — 31 121), а середній дохід на одну сім'ю — 54 163 долари (медіана — 45 931). Медіана доходів становила 37 488 доларів для чоловіків та 29 678 доларів для жінок. За межею бідності перебувало 21,8 % осіб, у тому числі 22,3 % дітей у віці до 18 років та 14,9 % осіб у віці 65 років та старших.
Цивільне працевлаштоване населення становило 3698 осіб. Основні галузі зайнятості: освіта, охорона здоров'я та соціальна допомога — 28,6 %, виробництво — 18,8 %, роздрібна торгівля — 13,4 %, науковці, спеціалісти, менеджери — 8,3 %.